# アリーシュ
アリーシュ 、エル＝アリーシュ（El Arish, 日本ではアリシュとも表記される） は、エジプト東部のシナイ半島にある都市。北シナイ県の県都である。

## 概要
地中海に面している。イスラエル・パレスチナ国境にも近い。

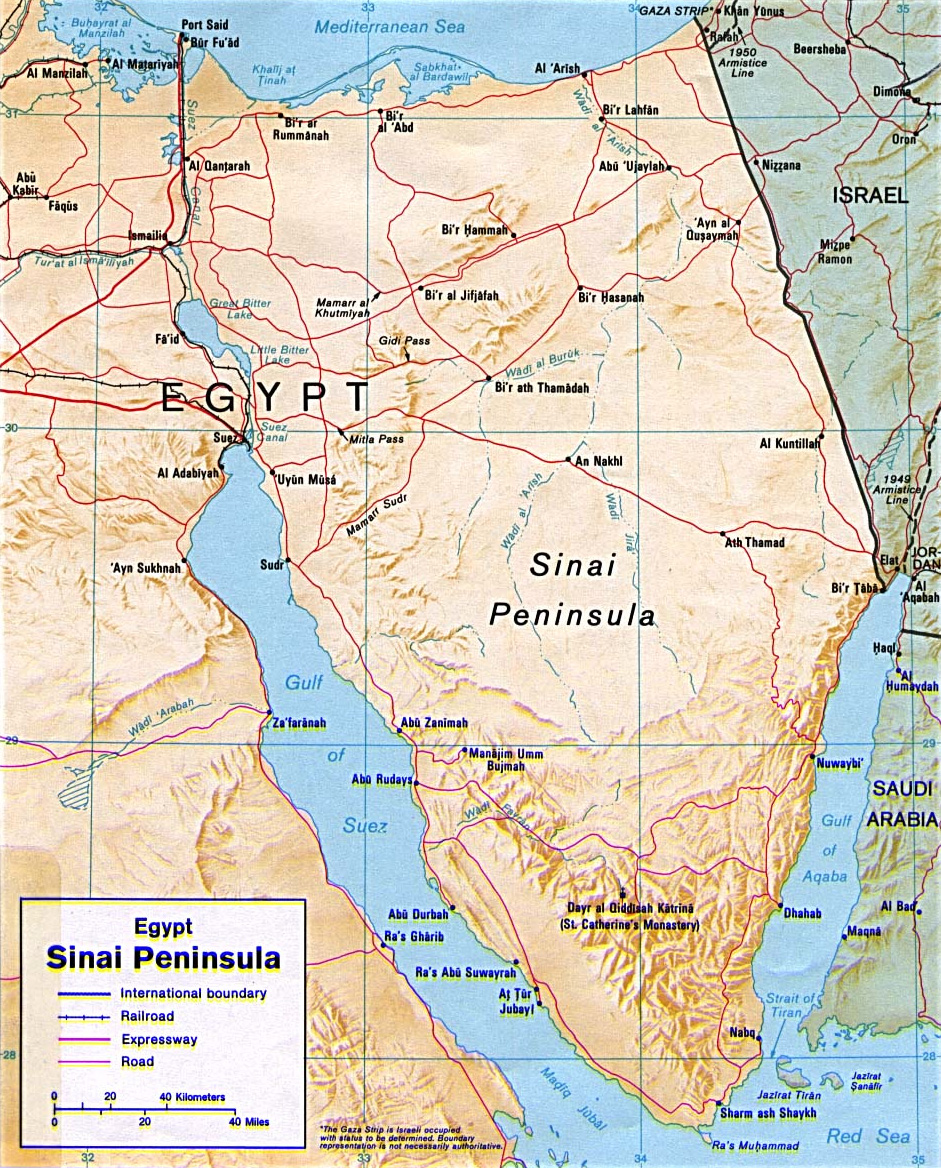
シナイ半島の地図

エル＝アリーシュ国際空港があり、ガザ地区への最寄りの拠点として、人道支援物資の集積地としても利用されている。また、スエズ運河大学の一部の学部がおかれている。

## 歴史
街は、古代エジプトのプトレマイオス朝リノコルラの前哨地のあった場所の近くにあったベドウィンの居住地周辺に発達した。中世期、巡礼者達は、この場所を聖書にあるスコット（Sukkot）と誤認していた。
1560年、オスマン帝国によって新しい城壁が建設された。1799年2月8日、ナポレオン戦争の最中、フランスは城砦を包囲した後、11日後に攻略した。第一次世界大戦時に、城砦はイギリスの爆撃により破壊された。
1958年12月8日、街の上空で、エジプト空軍とイスラエル空軍の間で戦闘が勃発した。
街はイスラエル軍により、1956年の短期間と、1967年から1979年まで占領された。1979年、エジプト・イスラエル平和条約調印後、エジプトに返還された。